# Evippa sibirica
Evippa sibirica là một loài nhện trong họ Lycosidae.
Loài này thuộc chi Evippa. Evippa sibirica được Yuri M. Marusik miêu tả năm 1995.